# IC 575
IC 575 је спирална галаксија у сазвјежђу Секстант која се налази на листи објеката дубоког неба у Индекс каталогу.
Деклинација објекта је - 6° 51' 26" а ректасцензија 9h 54m 32,9s. Привидна величина (магнитуда) објекта IC 575 износи 13,2 а фотографска магнитуда 14,1. IC 575 је још познат и под ознакама MCG -1-25-58, VV 111, ARP 292, PRC C-32, PGC 28575.